# Castell de Montoriol d'Amunt
El Castell de Montoriol d'Amunt, antigament anomenat Selvanera (de Selva negra. per l'espessor del bosc), és un castell romànic del terme comunal de Montoriol, a la comarca dels Aspres, o la del Rosselló, a la Catalunya del Nord.
Està situat a 359 m alt, al sud-oest del terme municipal, prop del límit amb Calmella i amb Oms, al lloc on hi hagué el Mas d'en Manent (mas desaparegut, però se'n conserva el topònim). A l'entorn seu hi havia el poble de Montoriol d'Amunt.

## Història
La referència més antiga d'aquest castell, amb el nom de Selvanera, és a l'acta de consagració de Sant Miquel de Montoriol d'Amunt, de l'any 1011. Un dels signants, Oliba d'Oms, n'era el senyor en aquell moment. Un probable descendent seu, Pere Bernat de Montoriol, consta com a senyor del lloc el 1106, però després el títol passà a la família feudal dels Santafè, dels quals anà a parar als Llupià, ja al segle xv. En tots els casos consta el vassallatge al vescomte de Castellnou. A partir de l'ocupació del Rosselló per Lluís XI de França, el senyoriu fou obtingut el 1463 pel burgès de Perpinyà Jaume Joan, i el 1617 caigué en poder dels Delpàs de Sant Marçal, que el mantingueren fins a la fi de l'Antic Règim.

## Arquitectura

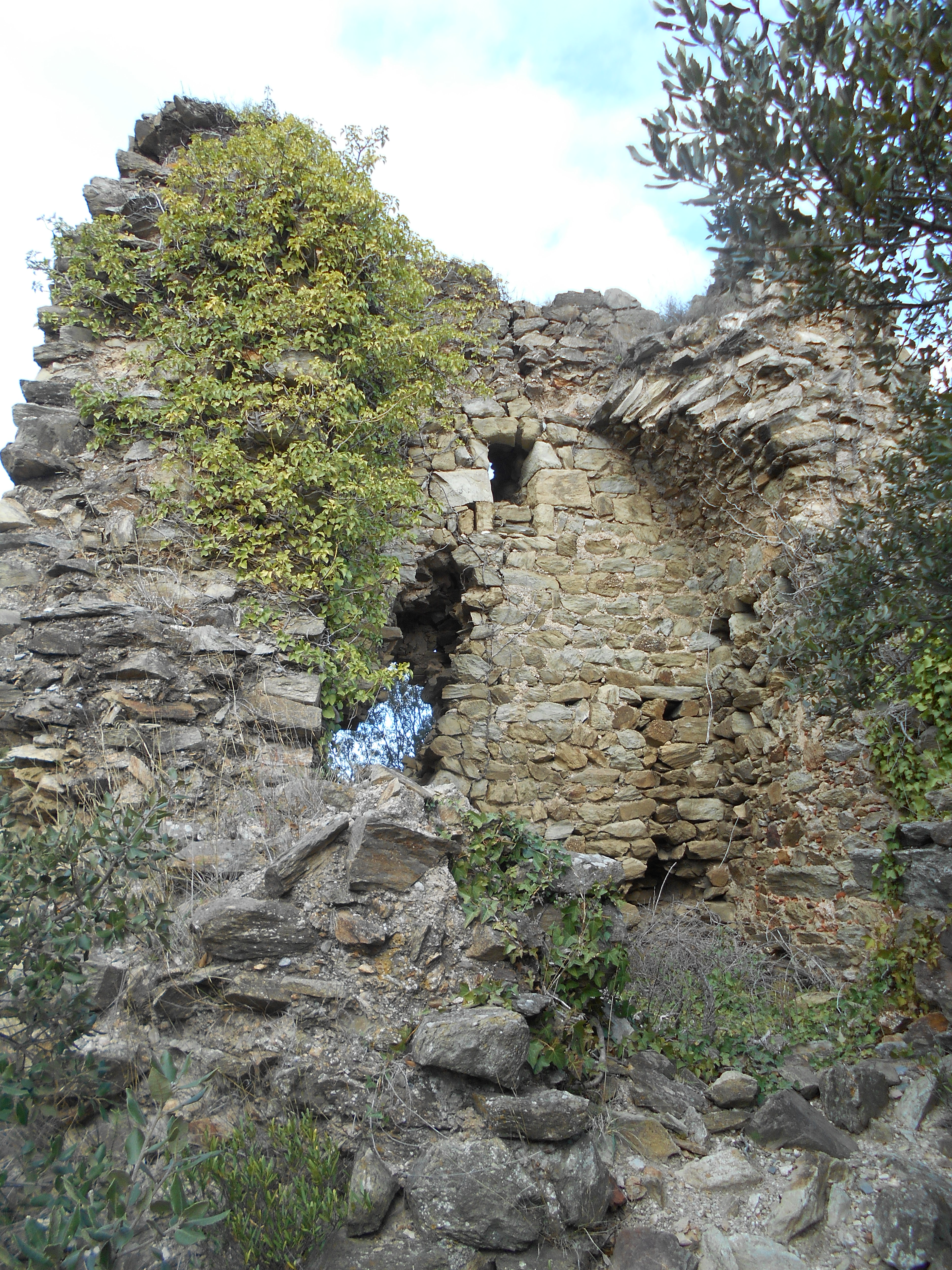
Torre mestra del castell

El castell és dalt d'un turó arrodonit al fons d'una vall d'un racó recòndit dels Aspres. És únicament accessible pel costat sud-est, ja que el turó és tallat per dos torrents (el Còrrec del Mas d'en Manent i un de més petit afluent seu) que discorren a banda i banda, un que fa un meandre al llarg de tot el costat nord, i l'altre que l'envolta des del sud-est fins al nord-est, on aflueix en el primer; per això l'accés al castell és per aquella banda.

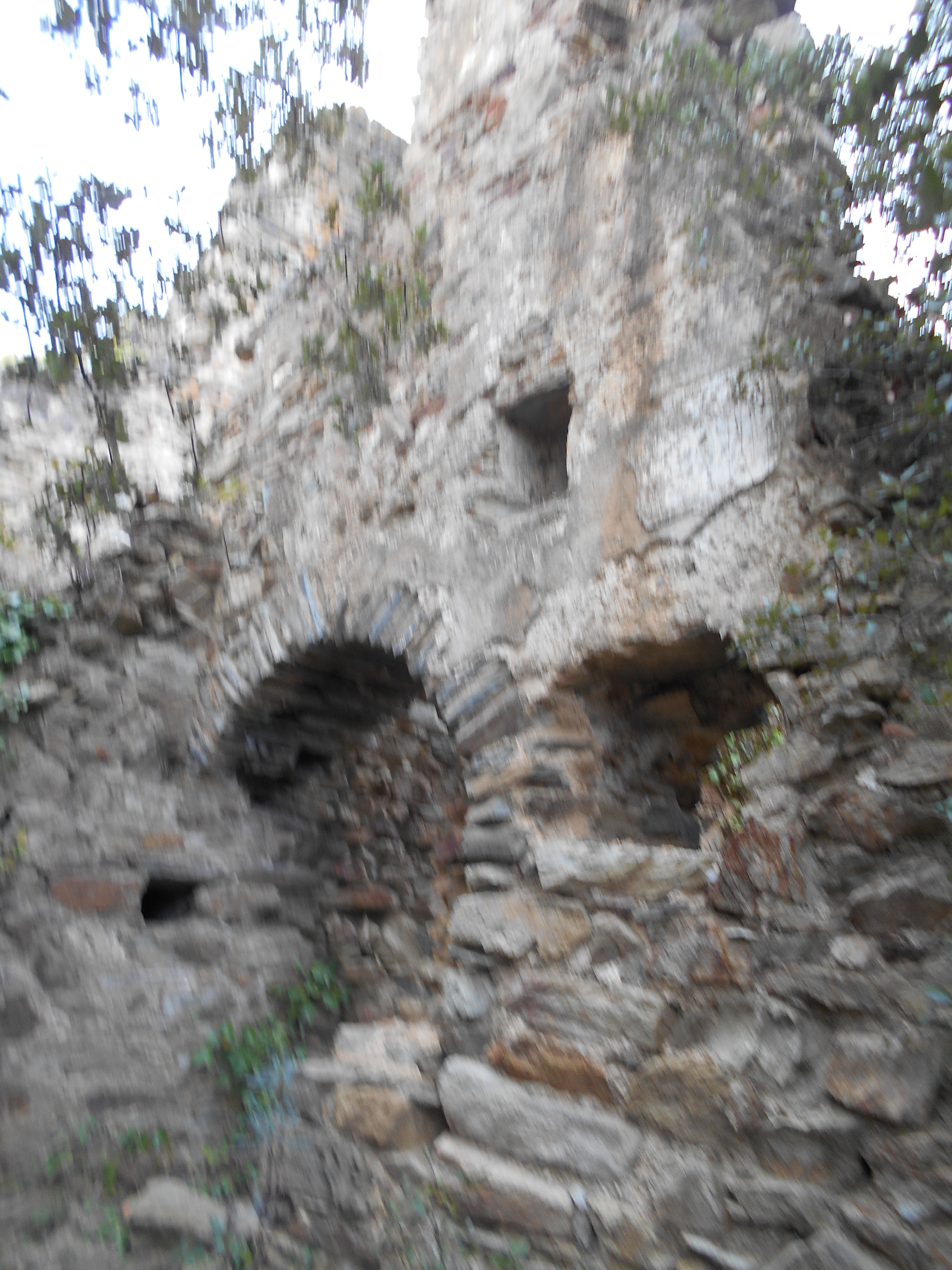
Restes del castell

Dins de les restes del castell hi hagué durant molts anys el Mas d'en Manent, bastit aprofitant les seves ruïnes; en l'actualitat, el mas també és arruïnat. La planta del castell era molt concentrada; al centre, la torre mestra, en el punt més alt del turó, i al voltant, el recinte murat, seguint el planell del cim del turó, amb una llargària màxima de 40 metres. La torre és una construcció de 7,15 per 6,45 metres, d'est a oest, amb un gruix de murs d'1,6. Al costat occidental és on hi ha les restes més importants, ja que l'oriental està molt desfet, amb un llarg mur que assoleix els 7 m d'alt, amb gruixos entre 1,5 i 2,5 metres. Els enderrocs cobreixen bona part de l'espai, de manera que hi ha llocs on és difícil de reconèixer la planta del castell. Caldrà en el futur treballs arqueològics per escatir més coses d'aquestes ruïnes, així com la possible existència de les ruïnes de la capella del castell, Sant Miquel de Montoriol d'Amunt.